# アムステルダムのダム広場の眺望
『アムステルダムのダム広場の眺望』（アムステルダムのダムひろばのちょうぼう、独: Ansicht des "Dam" zu Amsterdam、英: View of the "Dam" in Amsterdam）は、17世紀オランダ黄金時代の画家ヘリット・ベルクヘイデが1670-1675年にオーク板上に油彩で制作した絵画である。画面左下に「G. Berck Heyde」という画家の署名がある。ポーランド王アウグスト2世のコレクションに入った作品で、現在、ドレスデンのアルテ・マイスター絵画館に所蔵されている。

## 作品
ハールレム出身の建築画家であり風景画家でもあったベルクヘイデは、ハールレム中央広場の数多い景観図を異なる視点から描いた。しかし、1665年までに大都市アムステルダムのダム広場に新築されたアムステルダム市庁舎の景観図の需要ははるかに大きなものであった。ベルクヘイデはこの市庁舎を題材に、少なくとも35点の構図の異なる景観画を制作している。建築家ヤーコプ・ファン・カンペンの代表作であるこの古典主義建築は、アムステルダム市民の誇り、名誉、繁栄の象徴であった。

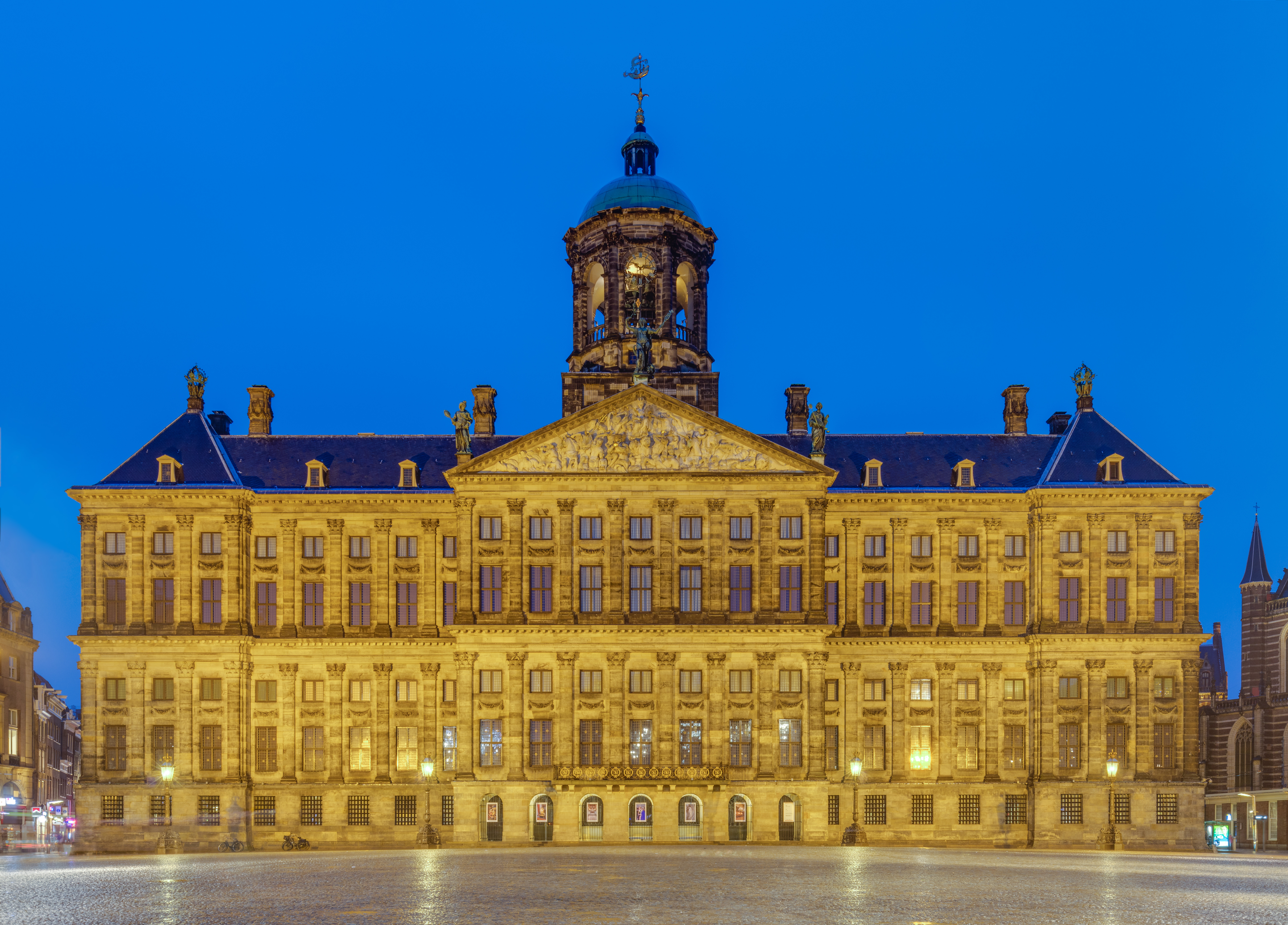
現在のアムステルダムの王宮

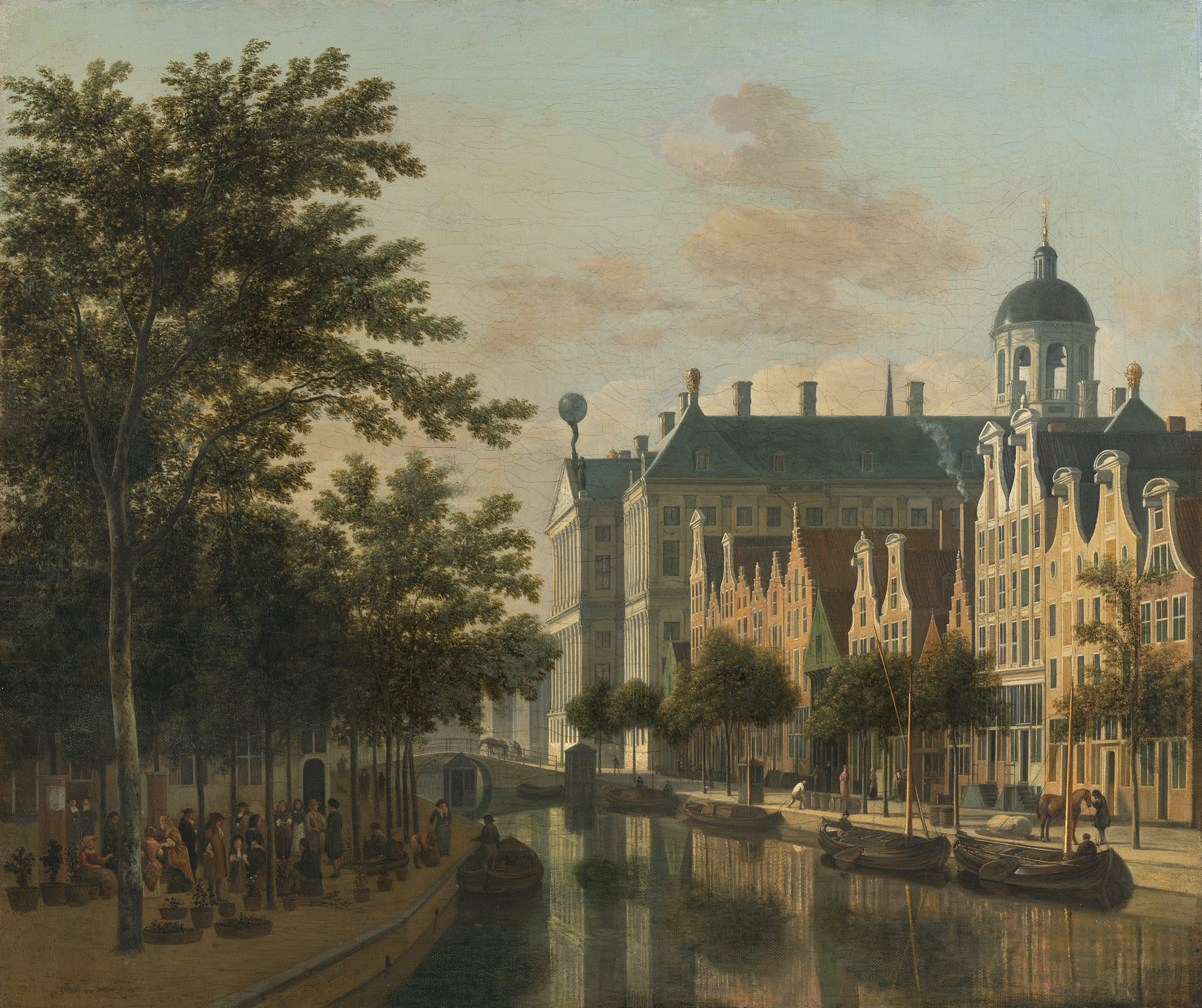
ヘリット・ベルクヘイデ『市庁舎と花市場』 (1686年)、ティッセン＝ボルネミッサ美術館、マドリード

ベルクヘイデは一度もアムステルダムに居住しなかったが、ハールレムからアムステルダムに赴いて市庁舎の景観図用の準備素描を制作し、自身のアトリエに戻って最終的な作品を仕上げた。約30年間にわたって、画家は様々な視点から、そして異なった明るさの中で市庁舎を描くことを生業としたのである。彼は、市庁舎の景観図を側面から、そして川岸に花市場のある運河に面した裏側からも合わせて5点描いている。
本作では、市庁舎がアムステルダムの数百年の歴史を導いた建築と組み合わされ、魅力的な構図をなしている。市庁舎の右には1565年に建てられた、ファサードに大きなアムステルダム市の紋章を掲げる計量所がある。これはアムステルダムの最初のルネサンス建築の1つで、市の税務局にあたる。同じく1645年の火災後に速やかに再建された、高いゴシック様式の内陣を持つ新教会が、世俗的権力を代表する市庁舎と対をなすものとして画面右端にそびえている。